# Incurviseta affinis
Incurviseta affinis är en tvåvingeart som beskrevs av Malloch 1927. Incurviseta affinis ingår i släktet Incurviseta och familjen lövflugor. Inga underarter finns listade i Catalogue of Life.